# جان دبلیو. بویل
جان دبلیو. بویل (انگلیسی: John W. Boyle; ۱ سپتامبر ۱۸۹۱ – ۲۸ سپتامبر ۱۹۵۹) یک فیلم‌بردار اهل ایالات متحده آمریکا بود

## فیلم‌شناسی
- کلئوپاترا (۱۹۱۷)
- ملکه سبا (۱۹۲۱)
- آسمان‌خراش (۱۹۲۸)
- خیانت (۱۹۳۳)
- اریحا (۱۹۳۷)
- جک لندن (۱۹۴۳)
- پل سن لوئیس ری (۱۹۴۴)
- کارسون‌سیتی (۱۹۵۲)

## درگذشت
بویل در ۲۸ سپتامبر ۱۹۵۹ در هالیوود کالیفرنیا درگذشت.